# Viasat Nature
A Viasat Nature a Modern Times Group (MTG) természetfilm- és állatvilág-csatornája, ami 2010-ben kezdte sugárzását. 2014. április 29-től új arculattal jelentkezik.
2015-től a Viasat World tagja, amely a korábbi tulajdonos cégből az MTG-ból vált ki.
A csatorna hangja Mezei Kitty és Tóth Szilvia.

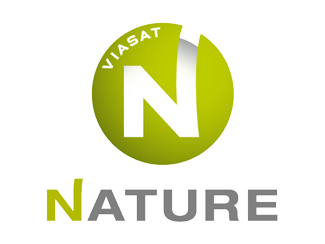
A csatorna logója 2014-ig

## Konkurens csatornák
- Animal Planet
- National Geographic Wild
- Digi Animal World